# 和田勁
和田 勁（わだ けい、1895年（明治28年）10月31日 - 1958年（昭和33年）9月3日）は、日本の陸軍軍人。甘粕正彦とともに関東軍外部から満州事変に関与したのち、満州国で活動し、満州国陸軍中将、満州国協和会監査部長、東亜連盟同志会代表などを務めた。石原莞爾の片腕といわれていた人物である。

## 経歴
福島県出身。旧会津藩士で視学官を務めた和田又四郎の三男。会津中学から仙台陸軍幼年学校、陸軍中央幼年学校本科を経て、陸軍士官学校29期を卒業。1917年（大正6年）12月、歩兵少尉に任官した。
陸軍軍人から満州入りまで
原隊は歩兵第六十五連隊で、シベリア出兵に従軍後に戸山学校へ進み、成績優秀と認められた。1920年（大正9年）4月に中尉進級後、同校教官となり、歩兵第17連隊附、休職を経て1926年（大正15年）6月に予備役となる。この早期の予備役入りは、結婚を望む女性(納谷とよえ、結婚後豊子)の境遇が、将校がその結婚に必要とした軍部大臣の許可を得られないためであった。和田は休職中に結婚した。鹿児島二中、旅順工業専門学校の教職を経て、1931年（昭和6年）9月、関東軍参謀部嘱託となる。
満州事変以後
同月発生した満州事変に甘粕正彦とともに部外指導者として関与した。和田は日本や満州の青年を集めて靖安遊撃隊を組織しその司令に就任。満州国軍の陸軍中将となった。しかし、遊撃隊の軍政部移管をめぐり満州国軍中央部と意見が一致せず辞職した。後任は中学の先輩であった藤井重郎（稚松会会員）である。のち満州国協和会監査部長、東亜連盟同志会代表を務めた。東亜連盟顧問は戸山学校以来のつながりのあった石原莞爾である。戦後は公職追放となり、1938年（昭和13年）に帰国して以来伊豆に居住し、逃亡中の辻政信を匿っている。稚松会会員。

## 親族
幕末の日新館館長井深宅右衛門は祖父である。父は井深から一刀流溝口派の奥義を伝授されており、和田及びその弟である和田晋に奥義を伝えた。幼年学校時代の和田は剣術に優れた技量を示し、少尉任官後も軍の大会では優勝経験を有する。和田晋は剣道範士九段に進んでいるが、「兄には勝つことができなかった」と語っている。長男は獅郎、井深八重は従妹、他の親族については井深宅右衛門#親族を参照のこと。